# Calanthe stenophylla
Calanthe stenophylla är en orkidéart som beskrevs av Rudolf Schlechter. Calanthe stenophylla ingår i släktet Calanthe och familjen orkidéer. Inga underarter finns listade i Catalogue of Life.